# Bruce Schmidt
Bruce Schmidt est un ancien pilote de rallyes canadien de Tavistock (Ontario), où il possédait une propriété.

## Biographie
Mécanicien de son état (préparateur des trois véhicules du team Fiat pour le Canada de 1969 à 1971) et vendeur de produits cosmétiques à Tavistock (au Schmidt's Body Shop), il concourut en rallyes de 1960 à 1971 avec son épouse Betty comme copilote à ses côtés (épousée en 1963), elle-même en semaine programmatrice informatique spécialisée en analyses de systèmes.

## Palmarès
- Champion du Canada des Rallyes: 1969 (sur Fiat 124S);
- Vice-champion du Canada des rallyes: 1970 (idem).

### Quelques victoires et places d'honneurs notables
- Rallye Lobster: 1966;
- Rallye du Cap Rouge: 1967;
- Canada Winter Rally: 1971 (Fiat 128);
  - 2e du Trail of the Bisons Rally (Manitoba) en 1970 (Fiat 124S);
  - 8e du 5000 Miles BC Centennial Rally (Colombie-Britannique, ancien Shell 4000 Rally des années 1960, auxquels ils participèrent à 3 reprises aussi) en 1971 (Fiat 124S - sur 4 800 mile d'Ottawa (ON) à Victoria (BC), dernier rallye-marathon canadien couvert (Directeur de course Tom Burgess)).

## Distinctions de Betty Schmidt
- 3 Jean McAlpine Trophy de la meilleure rallywoman canadienne en 1965, 1969 et 1970;
- Deak Trophy en 1969.